# Poachelas montanus
Poachelas montanus is een spinnensoort uit de familie van de Trachelidae.
De wetenschappelijke naam van de soort werd in 2008 gepubliceerd door Haddad & Lyle.